# Tributylfosfat
Tributylfosfat, vanligen känd som TBP, är en organisk fosforförening med den kemiska formeln (CH3CH2CH2CH2O)3PO. En färglös, luktfri vätska med applikationer som extraktionsmedel och mjukgörare.

## Framställning
Tributylfosfat tillverkas genom förestring av fosforsyra med n-butanol. En laboratoriesyntes fortsätter med fosforylklorid:
POCl3  +  3C4H9OH  →   PO(OC4H9)3  +  3HCl
Produktionen beräknas globalt till 3 000-5 000 ton per år.

## Användning
TBP är ett lösningsmedel och mjukningsmedel för cellulosaestrar, såsom cellulosanitrat och cellulosaacetat. Den bildar stabila hydrofoba komplex med vissa metaller vilka är lösliga i organiska lösningsmedel såväl som i superkritisk CO2. De viktigaste användningsområdena för TBP inom industrin är som del av hydraulvätska för flygplan och som lösningsmedel för extraktion och rening av sällsynta jordartsmetaller från deras malmer.
TBP används även som lösningsmedel i färger, syntetiska hartser, gummin, lim (t. ex. för plywoodfaner) samt ogräsmedel och svampmedelkoncentrat.
I oljebaserade smörjmedel görs tillsats av TBP för att öka oljefilmstyrkan. Det används också vid mercerizing av vätskor, där den förbättrar deras vätningsegenskaper samt som ett värmeväxlingsmedium.

### Kärnkemi
En 15–40-procentig (vanligen ca 30 procent) lösning av tributylfosfat i fotogen eller dodekan används i vätske-vätske-extraktion (extraktion med lösningsmedel) av uran, plutonium och torium från använt urankärnbränsle löst i salpetersyra, som en del av en upparbetningsprocess kallad PUREX.
Transporter av 20 ton tributylfosfat till Nordkorea från Kina under 2002, vilket sammanföll med återupptagandet av verksamheten vid Yongbyon Nuclear Scientific Research Center, sågs av USA och Internationella atomenergiorganet (IAEA) som orsak till oro. Denna kvantitet ansågs tillräcklig för att utvinna tillräckligt med material för att framställa tre till fem potentiella kärnvapen.